# Utricularia campbelliana
Utricularia campbelliana — вид рослин із родини пухирникових (Lentibulariaceae).

## Середовище проживання
Зростає на півночі Південної Америки — пн. Бразилія, Гаяна, Венесуела.
Цей вид росте переважно як епіфіт у гірських лісах Гаянських нагір'їв Південної Америки; на висотах від 690 до 2500 метрів.

## Використання
Вид є популярним предметом для вирощування ентузіастами роду, але торгівля незначна.